# Glutamat monosodic

Glutamat monosodic

Glutamatul monosodic (MSG) este o sare sodică de la acidul glutamic, un aminoacid non-esențial apărut natural. Este folosit ca aditiv alimentar și este de obicei vândut ca potențiator de gust. Acesta are codul HS 29224220 și codul E621. În comerț se mai folosește sub denumirea de Ajinomoto, Vetsin, Accent și Tasting Powder. Acesta provine din fermentație bacteriană.

## Producție și proprietăți chimice
MSG este obținut prin fermentarea carbohidraților bacterieni. Din 1909 până la mijlocul anilor 60’, MSG a fost preparat din hidroliza glutenului de grâu, care este aproximativ 25% acid glutamic. Acidul glutamic este unul dintre cei mai puțin solubili aminoacizi, proprietate care facilitează purificarea sa.

## Probleme de sănătate
Simptomul complex MSG a fost denumit inițial “Sindromul restaurantului chinezesc” când Kwok a raportat simptome la pacienții care au consumat mâncare chinezească.
Kwok a sugerat mai multe posibilități în spatele simptomelor pe care acești subiecți le-au avut incluzând: alcool de la gătitul cu vin, conținutul de sodiu sau condimentarea cu MSG.
În ciuda acestor sugestii, atenția s-a îndreptat asupra MSG și simptomele care apăreau au fost asociate cu acest aditiv alimentar. Un raport al Federatiei Societăților Americane pentru Biologie Experimentala (FASEB) alcătuit in 1995 spre folosul Administrației Americane a Alimentelor si Medicamentelor (FDA) a concluzionat că MSG poate fi consumat în siguranță în cantități obișnuite.  